# 마이애미 스크리밍 이글스
| 마이애미 스크리밍 이글스 | |
| 디비전                   | - |
| 설립연도                 | 1972년 |
| 해체연도                 | 1972년 |
| 역사                     | 마이애미 스크리밍 이글스 (1972년) 필라델피아 블레이저스 (1972년~1973년) 벤쿠버 블레이저스 (1973년~1975년) 캘거리 카보이스 (1975년~1977년) |
| 경기장                   | - |
| 연고지                   | 플로리다주 마이애미 |
| 상징색                   | 하양, 빨강 |
| 구단주                   | - |
| 단장                     | - |
| 감독                     | - |
| 애브코 월드 트로피       | - |
| 시즌 우승                | - |
| 디비전 우승              | - |
| 영구 결번                | - |

마이애미 스크리밍 이글스(Miami Screaming Eagles)는 1972년까지 플로리다주 마이애미를 연고지로 하는 WHA 소속 아이스 하키팀(리그에 참가할 계획이었지만, 1972년에 창단이 취소되었다.)이다.
1972년 연고지를 펜실베이니아주 필라델피아 (필라델피아 블레이저스)로 이전했다.

## 역대 홈경기장
| 경기장                   | 사용기간 | 수용인원 | 장소                | 비고 |
| ------------------------ | -------- | -------- | ------------------- | ---- |
| 마이애미 스크리밍 이글스 |          |          |                     |      |
| 빈칸                     | 빈칸     | 빈칸     | 플로리다주 마이애미 | 빈칸 |

## 같이 보기
- 필라델피아 블레이저스
- 벤쿠버 블레이저스
- 캘거리 카보이스